# Plecoptera infuscata
Plecoptera infuscata är en fjärilsart som beskrevs av George Francis Hampson 1910. Plecoptera infuscata ingår i släktet Plecoptera och familjen nattflyn. Inga underarter finns listade i Catalogue of Life.